# Micropternus
Micropternus is een geslacht van vogels uit de familie spechten (Picidae). 

## Soorten
Het geslacht kent de volgende soort:
- Micropternus brachyurus – Rosse specht